# Expoland

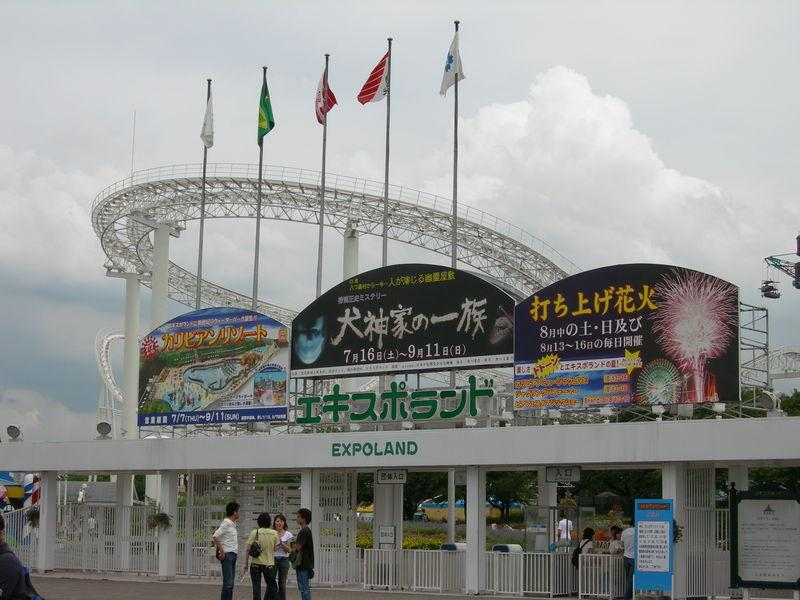
Eingang zum Expoland

Expoland (jap. エキスポランド) war ein Freizeitpark in Japan.
Der Park wurde 1970 anlässlich der Weltausstellung 1970 in Suita (Präfektur Osaka) eröffnet. Bis zu seiner Schließung am 9. Dezember 2007 zählte der Park mit über 40 Fahrgeschäften zu den wichtigsten Freizeitparks Japans.
Aushängeschild des Parks war die Achterbahn Daidarasaurus. Zur Eröffnung der Expo war Daidarasaurus ein Racing Coaster und bestand noch aus zwei getrennten Strecken, die 1999 miteinander verbunden wurden. Die zusammengelegten Schienen erreichten eine Länge von 2340 Metern, womit Daidarasaurus rund ein Jahr lang den Rekord als längste Achterbahn der Welt hielt.
Weitere Achterbahnen waren der Space Salamander, welcher 1980 eröffnet wurde, der Mini Coaster von 1985, der Orochi von 1996, die Wilde Maus von 1996, die Fujin Raijin II von 1992 und die Familienachterbahn von 2003.
Im Mai 2007 kam es auf Fujin Raijin II durch einen Achsbruch zu einem Unfall, bei welchem eine Frau starb und 19 Menschen verletzt wurden. In der anschließenden Untersuchung wurde festgestellt, dass Verschleißteile seit rund 15 Jahren nicht ersetzt wurden. Obwohl der Park im Dezember 2007 wiedereröffnet wurde, mieden Besucher den Park in den folgenden Jahren und die Eigentümer schlossen den Park am 9. Februar 2009 endgültig.

## Achterbahnen
| Name             | Typ                | Hersteller           | Eröffnung | Schließung |
| ---------------- | ------------------ | -------------------- | --------- | ---------- |
| Daidarasaurus    | Stahlachterbahn    | Sansei Yusoki        | 1970      | 2007       |
| Family Coaster   | Familienachterbahn | Zamperla             | 2003      | 2007       |
| Fujin Raijin II  | Stand-Up Coaster   | Togo                 | 1992      | 2007       |
| Mad Mouse        | Wilde Maus         | Senyo Kogyo          | unbekannt | unbekannt  |
| Mini Coaster     | Familienachterbahn | Okamoto Co.          | 1985      | 2007       |
| Orochi           | Inverted Coaster   | Bolliger & Mabillard | 1996      | 2007       |
| Space Salamander | Loopingachterbahn  | Arrow Dynamics       | 1980      | 2007       |
| Wild Mouse       | Wilde Maus         | Mack Rides           | 1996      | 2007       |